# Nikolaus von Zinzendorf

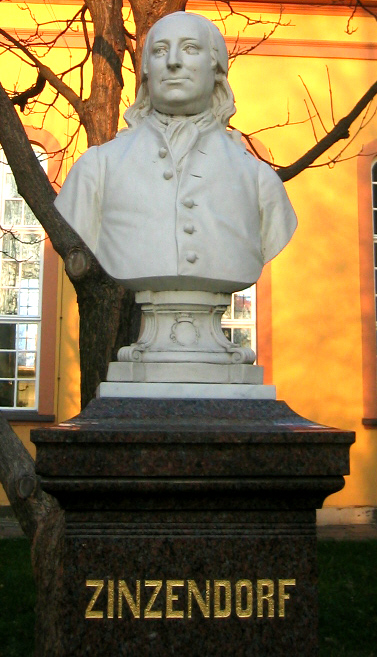
Pomnik Nikolausa von Zinzendorfa w Herrnhut (Saksonia)

Nikolaus Ludwig hrabia von Zinzendorf (ur. 26 maja 1700 w Dreźnie, zm. 9 maja 1760 w Herrnhut) – niemiecki teolog ewangelicki i reformator religijny, biskup, przywódca ruchu pietystycznego w Saksonii.

## Życiorys
Pochodził z rodziny szlacheckiej, wcześnie poczuł w sobie powołanie na duchownego, ale pod naciskiem rodziny podjął studia prawnicze w Wittenberdze (duchowni ewangeliccy rekrutowali się raczej z mieszczaństwa, rodziny szlacheckie nie miały tradycji pastorskich). W latach 1719–1721 odbył kilkunastomiesięczną podróż po Europie, podczas której poznał ówcześnie panujące stosunki międzywyznaniowe i zgłębiał pisma religijne (zwłaszcza mistyczne pisma Jakuba Böhmego).
Po powrocie do Drezna Zinzendorf objął stanowisko radcy sądu apelacyjnego na dworze drezdeńskim, wkrótce jednak porzucił karierę polityczną na rzecz teologii. W 1722 ożenił się; w tym też roku pozwolił osiedlić się na terenie swojego majątku w Łużycach Górnych uchodźcom religijnym z Moraw (Bracia morawscy).
Jest twórcą tzw. „teologii serca”, był przywódcą wspólnoty religijnej Herrnhut (Straż Pańska), dla której opracował własny model nabożeństw. Od 1727 w Herrnhut praktykowano wspólne przystępowanie do Sakramentu Ołtarza osób z różnych wyznań, co było w owych czasach ewenementem. Zinzendorf jest autorem wielu pieśni kościelnych, śpiewanych do dziś w kościołach protestanckich (m.in. pieśń „Serca razem połączone”, dobrze znana też w polskich kościołach protestanckich).
W 1737 roku Nikolaus von Zinzendorf otrzymał od seniora braci czeskich Daniela Ernesta Jabłońskiego ordynację na biskupa braci morawskich. W roku 1739 sfinansował wydanie Biblii w języku estońskim.

## Pieśń „Serca razem połączone”
Serca razem połączone w Bogu pokój znaleźć chcą!
Miłość swą, rozpromienione, niech ku Zbawcy w górę ślą.
Jezus głową, my członkami, Światłem On, w nas odblask lśni;
On jest Mistrzem, my uczniami, on jest nasz, a Jego my.
Dokładajcie więc starania, by miłować braci swych;
Niechaj nikt się z was nie wzbrania, by swe życie dać za nich.
Tak nas Pan miłował wiernie, przelewając swoją krew;
Jakże boli go niezmiernie, gdy was, braci, dzieli gniew.
Jak ty z Ojcem zjednoczony, tak i nas zjednoczyć chciej,
By się nie czuł zagubiony nikt, kto jest z owczarni Twej.
Niech jedynie Twą miłością serca nasze świecić chcą;
Wtedy pozna świat z łatwością, żeśmy uczniów rzeszą Twą.
(pierwsza, trzecia i siódma zwrotka pieśni „Serca razem połączone” do słów Zinzendorfa z Kancjonału Górnośląskiego 1931 r.)

## Pieśń „Toruj, Jezu sam” pierwsza zwrotka
Toruj, Jezu, sam, drogę życia nam!
My gdy wodzem Cię ujrzymy,
Śladem Twoim podążymy;
Wskaż do niebios bram
Wąską ścieżkę nam!
Amen.